# チャールズ・マルフォード・ロビンソン
チャールズ・マルフォード・ロビンソン（Charles Mulford Robinson、1869年 - 1917年) は、都市美や都市計画で先駆として有名になったアメリカ合衆国のジャーナリスト、作家。都市計画の理論家。都市計画のコンサルタント。また教育者としてイリノイ大学アーバナ・シャンペーン校に設立された都市計画のコース（シビックのデザイン専攻）初代教授。
46歳で病に倒れ亡くなるまで、都市美の解説者にして、都市美計画案を多作した。デンバー（1905年）ローレイ（1913年）コロラドスプリングス（1912年）といった20世紀初頭アメリカで多くの中小都市（人口3万～20万人）の都市計画に関与した人物。都市美運動の形成期において、最重要な唱道者となったが、ロビンソンほどこの都市美のテーマを適切に表現した人物はこれまでいなかった。
全米各地の都市で、1890年代から市民が美化団体を結成、租税で購入する美術品や、施工する建築の審査を行なう公式の美術委員会の設置を市に要請し実現していく。その運動が活発であったことは、美化団体の数が1894年に50団体であったものが、1905年には2426団体と急増していることにも窺われ、その啓蒙家としても知られている。

## 略歴
ニューヨーク州ロチェスターのサードウォード育ち。1891年にロチェスター大学を卒業し、ロチェスター・ポスト・エクスプレス誌の記者を経て、のちに副編集長に就任する。
1891年と、1894年にヨーロッパを旅行し、これによって公共空間の景観について初めて関心を持つに至る。ロビンソンは、1893年に催されたイベントで、都市美運動を例示したシカゴの世界コロンビア博覧会に関する報告書『スペクタクルフェア』を執筆。

## 刊行物
1899年にアトランティック・マンスリー誌に「都市生活の改良」について3編の記事を掲載、その一編で「審美的進歩」を論じる。ハーパーズ・マンスリー誌はこの続編を欲し、ロビンソンをヨーロッパに再度送ることになる。以降、彼の役割はシビックアートの宣伝担当とでも呼ぶべき存在になる。1900年、ウェット・アンド・カンパニー（ニューヨーク州ロチェスター）から『ロチェスターの方法』を刊行。そして、これをきっかけに、都市計画のガイドを書くようになった。
都市美運動がその形態を完成していた1901年、最初の著書である『町と市の改善――シビック美学や実用的な基本』（Putnam's Sons刊, ニューヨーク）が刊行される。この書は、夥しく相互に関連した都市美のための闘いとして運動について初めての公式記録であり、序文のなかでロビンソンは、イギリスやベルギーなど西欧諸国で当時活動中の百十団体を超える協会を掲載し、これについても取り組みの一部に過ぎないと述べている。「新しい信頼と努力に向かってこれらの同盟軍を激励するために、現時点の戦闘記録を編集したのである」と、約300ページ後に彼は結論づけていた。
要点は、「町や市の美のための楽しくかつ熱心な新しい改革運動」という都市美の統一目的を提示することにあった。このことを目指して、関係する団体すべてのためのマニュアルとして同書を著したのである。この書は、活動の「方針に沿って行なわれてきた最善策」を彼らに周知させるのみならず相互依存と同盟による企ての精神を喚起するためのものであった。具体的な目標すべてを論理的に秩序立て、「取り組みにおける協調」と「主体間の相互依存」を示すことによって、彼は「論理的で調和のとれた成果」を奨励することを望んだのである。じつに忠実に明言した都市美運動の目的は、当時のワシントン計画の教訓による都市美運動の非凡な受容力を説明している。
しかし1901年の時点では、都市美運動はどんな地域の改良協会でも企てているような漸進的な活動によって成長を続けていた。この著はこれら活動の相互関連を強調するべく当時存在していた諸実践を受け入れたのである。副題の「公共空間の美の実践的基礎」とは、改善アイデアについての現存蓄積の検討を意味していた。冒頭の章では、敷地選択の原則を論じている。都市は丘の上や海岸のように無視されてきた立地上の有利さを活用しうるものの、システマティックなアプローチをいまだ供していないと持論を張る。次に、現存の区画を改良する方法としてウィーンの有名な環状街路といったモデルを支持して理想的な街路体系を概説した。街路の美に関する五つの章では、植樹や架線地中化から、街路設備の広告規制に至るまですべてに言及していた。「社交的で博愛的な取り組みの審美的側面」についての後続の四つの章は、パークウェイ、装飾された広域運動場や建築装飾、歴史的保存といった建築学の概念を取り上げて、野外芸術や自治体芸術を称えている。彫刻～芸術教育、シビックアートを実現する方法の章で同書は締めくくられている。
ロビンソンの著書刊行の直後、スプリングフィールド・リパブリシャン誌は「マサチューセッツ州スプリングフィールドで美しい都市を実現しよう」というタイトルで16編の記事を特集している。
刊行元はこの類の本に需要があることに疑いを持ち、ロビンソンが印刷費を持つことを刊行条件としていた。しかし発売されるやいなや、じつによく売れることになる。1916年までにこの著は11版まで増刷を重ねて、アメリカの多くの人々に読まれていく。
また同年の著書『町と市の美化』は、街路計画、街路の美化としての電線地中化、建築の美的規制、交通の規制、広告の規制、街路樹・公園・遊び場の必要性、そして公衆教育の重要性を訴えているほか、1904年に開催するセントルイス世界博覧会にむけてアルバート・ケルシーによるモデル都市展示会場案に助言している。
1903年、『近代の都市美、または都市が造る美』（GP Putnam's Sons刊, ニューヨーク）を、1908年『市の叫び』（ポールエルダー＆カンパニー、サンフランシスコ/ニューヨーク）を刊行。
1916年、『都市計画』（GP Putnam's Sons刊, ニューヨーク）を刊行。

## 都市計画案件
意気揚々とした談話とともに著書が出版されてから1903年、デトロイト商業委員会がロビンソンの獲得に乗り出し、この要請から彼の計画の経歴が始まる。その後のニュースで大規模シビックスキームやシビックアートの権威として称賛されたことに鼓舞されて、彼は、巨大で巨額なプロジェクトを幾つか提案している。
主なオピニオン・リーダーたちは即時にこうした都市美の価値を十分理解し、ロビンソンを都市美の指導者のトップ層に引き込んだ。最初の著書の出版後一年半以内に、ロビンソンは全米公共空間改良連盟の書記長、全米公園・野外芸術協会の事務局長、セントルイス世界博の「モデル都市」展示の計画に責任を持つ協会間協議委員会の主要メンバーになっている。改良指導者が都市美信者のバイブルと称するものを著したとしてロビンソンを第一人者として迎えていくのである。
実現のため上院議員に一度限りの政治的支援と事務局長職を取りつけ、また熟練した目からこの原案をチェックするため、フレデリック・ロー・オルムステッド・ジュニアに支持を求める。オルムステッドは、このスキームが欠陥だらけであることに気づいて指摘を与えている。この結果に懲りて、ロビンソンはその後、少なくとも急成長する大都市ロサンゼルスの助言に同意した1909年までは、大規模で巨額なヨーロッパ風の構想を提案することを差し控えることになる。
そのあいだ、ロビンソンは天性の専門領域として中小規模の都市を見出した。1905年、エルパソ優良道路協会は、舗装するには費用がかかり埃っぽいことで悪名高く夏の日差しが眩しいこの道路は、地元の実業家たちによる最新の装飾にもまったく不釣り合いな代物であった約140フィート幅の異様に広い道路を美化するために、有名なリゾート町であるコロラド・スプリングスに彼を招くことになる。ロビンソンは多くの解決策を持っていたが、中央緑地帯や路側緑地帯による道路表面の削減を強調、帯状の芝生による中央分離帯、あるいは拡幅した樹木帯で覆う案を示した。その後にロビンソンは、訪問した都市のほぼすべてで街路シビックピューテイ幅を調査し、しばしば「緑地帯」を公共空間の美への鍵として捉えた。彼はこの問題について十分な専門知識を蓄積し、第三の著書である『街路の幅員と配置』を1911年に刊行する。
ロビンソンが関わった都市計画（主には都市美計画）には、この後、短い予備的なものも含め、デンバー（地方政府から、1906年）、ダピューク、IA（実業団体と労働・市民団体から、1907年）、デトロイト（実業団体から、1905年）、ホノルル（地方政府から、1906年）、オブデンズバーグ（ニューヨーク地方政府から、1907年）、シラキュース（地方政府から、1905年）、オークランド（地方政府、1906年）、ロサンゼルス（地方政府レベル、1909年）、ニューヨーク・ウォータータウン（市民団体から、1907年）とジェームズタウン（地方政府から、1908年）サンノゼ（市民団体から、1909年）、コロンバス（協同、地方政府から、1908年）、サクラメント（実業団体から、1908年）、サンタバーバラ（地方政府から、1909年）と、かなりの数に上る。	
コロラド・スプリングスからロサンゼルスに至る1905年から1909年までのあいだでは、ロビンソンは、建築よりもむしろ美化の伝統から公園づくりや村落改良を彼のテーマに多く据えた。彼は明らかに古くから存在し自然主義的でとりわけ都市美が達成可能な段階にある市町を好んでいる。一貫してアーバニズムの規範をより高く擁護し、しばしば地域には高額なプログラムを強く主張したが、彼は「数少ない大きな提案に数多い小さなものを混合することで人々に身近なものになる。クライアントを圧倒してはならない。彼らを奮い立たせよ」をモットーとした。
1910年には、ミズーリ州セント・ジョセフの都市設計と計画見直しのため、委託を受ける。完全に彼のレポートの半分は市内の公園スペースの必要性に言及し、国家歴史登録財になっている聖ジョセフ・パークとパークウェイシステムでつながるよう公園設計を施している。
1912年に、デイジー・デンソンと、彼女の属するノースカロライナ州ラリーの婦人クラブは、ラリーの都市美化運動の主任スポークスマンをロビンソンに委託し、都市計画作成まで発展させた。
ロビンソンは、美化運動の公証人として彼独自の公共ビネット計画と称する都市美計画を巧みにいい換えた様式をつくりだし、環境変容を巡る制約に直観的に対応したという。彼がこのアプローチを追求した理由の一つには、彼が絵をうまく描くことができなかったためとされ、クライアントにとってロビンソンの計画案は視覚からではなく文章に訴えうるものであった。丁寧にして意気昂揚するエッセーとして綴られた計画案が主で、つねにハンフリー・レプトン由来の原則を用いる。これはイギリス風アメリカの景観デザインを有するオルムステッド派の伝統でありさらに場所の個性を高める方法を目指したものであり、景色の良い河岸から公園のような住宅地街路やごく小さな装飾用の街路の縁まで、どんな都市景観でも美化の好機として描いてみせている。
ロビンソンは、都市を、大小間わず実現されることを待つ多くの可能性を持つ劇的場面とみなしていた。彼は、都市を公然と構造化することで郷土の誇りや繁栄への希望を、素晴らしく目立って質感のある様々なビネットに翻案し、公共空間の理想主義を喚起するとともに、旅行者を誘うように意図することで、都市に統一感を与えようとしていた。